# Promo (musicien)
Pour les articles homonymes, voir Hoff.
DJ Promo, de son vrai nom Sebastian Hoff (né le 12 avril 1976), est un producteur et disc jockey néerlandais de mainstream hardcore. Il est aussi le fondateur et actuel dirigeant du label The Third Movement. En 2000, alors que la scène gabber est en déclin, Hoff décide de fonder ce dernier, auquel il publie une musique industrielle innovante aux sonorités dark, popularisant des artistes tels Catscan, DJ Daisy et T-Junction.
Sebastian Hoff commence sa carrière de disc jockey en 1992, puis dans la composition musicale en 1995, initialement chez le label néerlandais ID&T, créateur et organisateur du festival Thunderdome et de sa série de compilations dans lesquelles les compositions de Sebastian apparaissent fréquemment. Sebastian Hoff figure parmi les têtes de line-up de nombreux événements de musique électronique aux Pays-Bas, comme Defqon.1, Mysteryland, Thunderdome et Nightmare. Il joue également à l'international, en France ou aux États-Unis.

## Biographie
Hoff prend connaissance de l'existence d'un genre de musique électronique, au début des années 1990, en ce temps nommé « hardcore house » (connu par rétronymie sous le nom de early hardcore), puis commence sa carrière en tant que disc jockey dès 1992. En ce temps, il s'intérèsse aux genres house, techno et hip-hop et à des artistes et groupes tels que Prince, Duran Duran et Madonna. Désormais, Hoff est considéré comme l'un des pionniers et DJ les plus reconnus de la scène hardcore internationale,,,, grâce à des morceaux à succès tels que Dancefloor Hardcore, Up Yours, Cold as Stone et My Claim to Fame. En plus de sa notoriété démarquée dans la scène de la musique électronique grâce à ses compositions, Hoff joue dans de nombreuses soirées aux Pays-Bas tels que Defqon.1, Mysteryland, Thunderdome, et Nightmare. Plus encore, il joue dans de nombreux autres événements incluant : Rex Club (France), à proximité du Carl Cox (États-Unis) et Hard Attack (Australie), notamment.

### Débuts
Sebastian Hoff commence sa carrière dans la musique électronique en 1992 en tant que disc jockey depuis ses quelques performances en solo avec des cassettes audio et consoles de mixage. Lors d'une entrevue avec Core Magazine, Sebastian explique « j'étais énormément fasciné par l'art de mixer de la musique et j'ai tenté de reproduire ce geste. Du hiphop, je suis passé au hiphouse avec des artistes comme Fast Eddie, Snap et De La Soul. J'étais totalement bluffé après avoir découvert le son UK rave [...]. » Plus tard, il y découvre l'existence de la sonorité hardcore grâce à des artistes tels que Lenny Dee, Biochip C, et PCP, et la passion pour cette sonorité se fait grandissante,.
Sebastian commence officiellement sa carrière dans la composition musicale en 1995, fonde son propre studio musical, et envoie quelques démos à ce qu'il considère « ces deux DJ préférés de l'époque » Buzz Fuzz et The Prophet. Une semaine plus tard, il signe un contrat avec le désormais très célèbre label discographique néerlandais ID&T. Dès lors, sa toute première composition intitulée Punanny, composée sous son nom de scène de l'époque Section-8, est présentée dans la compilation Thunderdome IX: The Revenge of the Mummy. Par la suite, Sebastian décide de changer de nom de scène pour DJ Promo ; lors d'une entrevue effectuée sur Partyflock, il explique l'origine de ce nom de scène : « sur certains disques, un petit autocollant « DJ Promo - Not for sale » y était collé. J'avais besoin d'un nom de scène et celui-ci me paraissait assez marrant à porter. » Aux alentours de 1998, Sebastian remixe le morceau Killing Scum de The Masochist, remix qui obtient une bonne audience. Par la suite, et désormais en toute confiance, il teste plusieurs sonorités et tente de découvrir sa voie dans la scène gabber avec ses propres compositions telles que Dancefloor Hardcore et King of Pain. Encore plus tard, d'autres de ces morceaux paraissent dans la célèbre série de compilations Thunderdome,,.

### The Third Movement

The Third Movement est lancé en 2000 par Hoff, persuadé de la résurrection de la musique hardcore.

En 2000, la scène et la musique gabber en plein déclin à cette période, Sebastian, persuadé de la résurrection du hardcore, décide de quitter le label ID&T pour fonder son propre label, The Third Movement,,. Son premier vinyle sur ce label constitue un message contre la « dictature » d'ID&T au sein de la scène gabber, les deux morceaux les plus marquants du vinyle étant Running Against the Rules et My Recipe For Disaster[réf. nécessaire]. Il y compose également sous le nom de scène de Rude Awakening,, inspiré de ce qu'il a vécu lors des célèbres soirées Awakenings à Amsterdam. Depuis 2001, il intronise un tout nouveau genre dans la scène de la musique électronique,. Avec pratiquement dix ans de carrière à cette période, Hoff décide qu'« il est temps de faire face à un nouveau défi » et continue dès lors la production de morceaux aux sonorités sombres et industrielles. En 2013, son label The Third Movement recense une cinquantaine de EP composés par des artistes désormais notoires tels que Dana, Tommy Pulse et D-Passion. En 2001, il commercialise son tout premier album intitulé Last Man Standing dont le message se portait sur un nouvel âge d'or de la scène hardcore auprès de l'audience. En 2004, il commercialise l'album Never Compromise. Cette même année, il mixe à Sensation Black, Decibel, Qlimax, et Lowlands.
En 2005, Sebastian fait ses débuts à l'édition de mars 2004 du festival Hard as Fuck à Montréal, au Canada. En 2007, il participe aux quinze années d'existence du festival Thunderdome et apparaît également sur le CD événement en 2008. 2007, il commercialise également son CD/DVD The Resistance Below. En 2009, il sort son album The Worst Of 2, bien accueilli sur Partyflock avec une note de 85/100, et Quality Control. Il participe également aux 15 ans du festival Hellraiser. Le 12 mai 2006, il commercialise l'album The Revolutionnist, particulièrement bien accueilli sur Partyflock avec une note de 90/100.

### Années 2010
En 2010, Hoff fonde le Promo Live, un type de live-set constitué de musiques électroniques. Une coopération est faite entre Hoff et de prestigieux artistes hip-hop tels que The Opposites, Flinke Namen et Raymzter du label discographique TopNotch,. Sebastian rêvait depuis longtemps de travailler aux côtés de rappeurs, ce qui est désormais chose faite,. Également à cette occasion, il publie son tout premier album non hardcore intitulé Stijlloos dans lequel il y parle également de son père,,,. Cependant, ce revirement suscite un nombre d'interrogations auprès de l'audience gabber,. Hoff affirme « Je ne suis pas allé à TopNotch pour la richesse ou la célébrité, mais pour ce que j'ai toujours voulu faire. J'y ai appris beaucoup de choses. » En 2011, il participe au festival Thrillogy 2011 aux côtés de disc-jockey hardstyle Headhunterz et B-Front.
En mai 2012, Hoff devient papa pour la deuxième fois à 7 h du matin et annonce dans la même journée son sixième album True Tones,, moyennement accueilli sur Partyflock,. L'album marque également un retour de Marc Acardipane et de The Ultimate MC. Toujours en 2012, même si le divorce stylistique est consommé avec ID&T, Hoff n'oublie pas de rendre hommage au rôle important qu'a joué le label dans la culture gabber. En décembre 2012, lors de la dernière édition de Thunderdome, il déclare ainsi : « c'est pourtant très bizarre, c'était le début de ma carrière. Je respirais Thunderdome, Thunderdome coulait dans mes veines, j'étais Thunderdome. » En novembre 2013, Sebastian participe à l'édition 2013 du Ground Zero Festival nommée Night Fire aux côtés de The Wishmaster, The Outside Agency et Thera. Le 7 décembre 2013, Sebastian participe à la soirée Fuzion de Bordeaux en France, aux côtés de Manu le Malin, Elisa do Brasil, Avalon, Ghost Rider, et Plasmotek.

### Vie personnelle
Sebastian Hoff est né le 12 avril 1976,. À peine âgé de deux ans, son père décède et sa mère travaille dur pour assurer un digne mode de vie et une bonne éducation à Sebastian et son frère aîné. Beaucoup plus tard, Sebastian devient père de deux enfants, le deuxième étant né en mai 2012 à 7 h du matin. Dans une entrevue, il confie travailler le week-end et la nuit dans ses compositions, ce qui lui permet de passer la journée avec sa progéniture.

## Discographie

### Albums studio
- 2001 : Last Man Standing (The Third Movement)[19]
- 2004 : Never Compromise (The Third Movement)[20]
- 2006 : The Revolutionnist (The Third Movement)[28]
- 2010 : Stijlloos (TopNotch, Universal Music)[5]
- 2012 : True Tones (Cloud 9 Dance, The Third Movement)[19]
- 2015 : Nostalgia Part I et Part II (The Third Movement)
- 2017 : Authentic (The Third Movement)